# 아쿠네시
아쿠네시(일본어: 阿久根市)는 일본 가고시마현 북서부에 있는 시이다.

## 지리
서부는 동중국해(아마쿠사나다)와 접하고 아쿠네오섬·구와지마섬 등 크고 작은 섬들이 점재한다. 다카마쓰강 하구에 자리잡은 시내 중심지는 평탄하지만 전반적으로는 산림과 구릉을 이룬다. 북서부는 아마쿠사 제도 최남단의 나가시마섬과 구로노 해협(黒之瀬戸 구로노세토[*])을 사이에 두고 마주보며 구로노세토 대교로 연결되어 있다.

## 인접하는 자치체
- 육상으로 인접: 사쓰마센다이시, 이즈미시
- 해상으로 인접: 이즈미군 오사시마정

## 역사
예로부터 어항(漁港)으로 번창했고 헤이안 시대에는 아쿠네인(英袮院)으로 불리는 장원이었다. 1451년 시마즈 모치히사에 의해 아쿠네로 개칭되었다.
- 1889년 4월 1일 - 정촌제 시행으로 현재의 아쿠네시에 해당하는 이즈미군 아쿠네촌·시모이즈미촌이 성립하였다.
- 1924년 4월 1일 - 시모이즈미촌이 미카사촌으로 개칭하였다.
- 1925년 1월 1일 - 아쿠네촌이 정으로 승격해 아쿠네정이 되었다.
- 1952년 4월 1일 - 아쿠네정이 시로 승격해 아쿠네시가 되었다.
- 1953년 5월 3일 - 미카사촌이 정으로 승격해 미쿠사정이 되었다.
- 1955년 4월 10일 - 미카사정을 편입하였다.

## 교통

### 철도
- 히사쓰 오렌지 철도 히사쓰 오렌지 철도선

### 도로
- 국도 3호선
- 국도 389호선
- 국도 499호선

## 인구
| 연도                        | 인구   | ±%     |
| --------------------------- | ------ | ------ |
| 1950                        | 41,344 | —      |
| 1955                        | 41,180 | −0.4%  |
| 1960                        | 38,908 | −5.5%  |
| 1965                        | 36,026 | −7.4%  |
| 1970                        | 32,390 | −10.1% |
| 1975                        | 30,295 | −6.5%  |
| 1980                        | 29,527 | −2.5%  |
| 1985                        | 29,185 | −1.2%  |
| 1990                        | 27,869 | −4.5%  |
| 1995                        | 27,506 | −1.3%  |
| 2000                        | 26,270 | −4.5%  |
| 2005                        | 25,072 | −4.6%  |
| 2010                        | 23,151 | −7.7%  |
| 2015                        | 21,198 | −8.4%  |
| 2020                        | 19,270 | −9.1%  |
| Akune population statistics |        |        |

## 기후
| 아쿠네시의 기후                                              | 아쿠네시의 기후 | 아쿠네시의 기후 | 아쿠네시의 기후 | 아쿠네시의 기후 | 아쿠네시의 기후 | 아쿠네시의 기후 | 아쿠네시의 기후 | 아쿠네시의 기후 | 아쿠네시의 기후 | 아쿠네시의 기후 | 아쿠네시의 기후 | 아쿠네시의 기후 | 아쿠네시의 기후 |
| 월                                                           | 1월             | 2월             | 3월             | 4월             | 5월             | 6월             | 7월             | 8월             | 9월             | 10월            | 11월            | 12월            | 연간            |
| ------------------------------------------------------------ | --------------- | --------------- | --------------- | --------------- | --------------- | --------------- | --------------- | --------------- | --------------- | --------------- | --------------- | --------------- | --------------- |
| 역대 최고 기온 °C (°F)                                       | 23.5 (74.3)     | 24.0 (75.2)     | 25.6 (78.1)     | 27.8 (82.0)     | 30.5 (86.9)     | 33.6 (92.5)     | 36.6 (97.9)     | 37.1 (98.8)     | 34.9 (94.8)     | 32.7 (90.9)     | 28.0 (82.4)     | 23.7 (74.7)     | 37.1 (98.8)     |
| 일평균 최고 기온 °C (°F)                                     | 11.4 (52.5)     | 12.6 (54.7)     | 15.6 (60.1)     | 19.8 (67.6)     | 23.6 (74.5)     | 26.0 (78.8)     | 29.8 (85.6)     | 31.2 (88.2)     | 28.6 (83.5)     | 24.2 (75.6)     | 18.9 (66.0)     | 13.7 (56.7)     | 21.3 (70.3)     |
| 일일 평균 기온 °C (°F)                                       | 7.9 (46.2)      | 8.8 (47.8)      | 11.6 (52.9)     | 15.7 (60.3)     | 19.5 (67.1)     | 22.7 (72.9)     | 26.5 (79.7)     | 27.4 (81.3)     | 24.6 (76.3)     | 20.0 (68.0)     | 15.0 (59.0)     | 10.0 (50.0)     | 17.5 (63.5)     |
| 일평균 최저 기온 °C (°F)                                     | 4.6 (40.3)      | 5.1 (41.2)      | 7.6 (45.7)      | 11.7 (53.1)     | 15.7 (60.3)     | 19.9 (67.8)     | 23.9 (75.0)     | 24.4 (75.9)     | 21.5 (70.7)     | 16.5 (61.7)     | 11.5 (52.7)     | 6.6 (43.9)      | 14.1 (57.4)     |
| 역대 최저 기온 °C (°F)                                       | −4.2 (24.4)     | −4.6 (23.7)     | −1.6 (29.1)     | 0.9 (33.6)      | 6.9 (44.4)      | 11.2 (52.2)     | 17.1 (62.8)     | 18.5 (65.3)     | 12.0 (53.6)     | 5.4 (41.7)      | 0.3 (32.5)      | −2.3 (27.9)     | −4.6 (23.7)     |
| 평균 강수량 mm (인치)                                        | 76.7 (3.02)     | 102.7 (4.04)    | 134.8 (5.31)    | 161.8 (6.37)    | 188.1 (7.41)    | 457.4 (18.01)   | 377.3 (14.85)   | 222.8 (8.77)    | 225.9 (8.89)    | 93.7 (3.69)     | 104.0 (4.09)    | 91.5 (3.60)     | 2,236.7 (88.06) |
| 평균 강수일수 (≥ 0.5 mm)                                     | 10.8            | 11.2            | 12.3            | 11.2            | 10.4            | 16.1            | 12.1            | 11.5            | 10.7            | 7.6             | 10.0            | 10.4            | 134.2           |
| 평균 상대 습도 (%)                                           | 68              | 68              | 69              | 72              | 77              | 85              | 84              | 80              | 78              | 72              | 71              | 68              | 74              |
| 평균 월간 일조시간                                           | 107.0           | 122.9           | 161.5           | 180.4           | 185.9           | 124.0           | 201.6           | 226.8           | 186.9           | 186.6           | 145.8           | 118.7           | 1,948.4         |
| 출처: 일본 기상청 (평년값: 1991년~2020년, 극값: 1939년~현재) |                 |                 |                 |                 |                 |                 |                 |                 |                 |                 |                 |                 |                 |